# カーティーンの戦い
カーティーンの戦いとは、東ローマ帝国と同盟を結んでいたガッサーン朝と正統カリフの軍隊との間で起きた、シリアでの小規模な戦闘のことである。634年6月にこの戦闘は起きた。正統カリフの軍隊を指揮したのは、ハーリド・イブン＝アル＝ワリードであった。

## 概説
ハーリド・イブン＝アル＝ワリードは、パルミラを占領したあと、シリアの都市カーティーンへ進軍を開始した。カーティーンは、勃興したイスラーム勢力への抵抗を続けていた都市であった。
ガッサーン朝の軍隊の数ははっきりと分からないが、この戦いで、9000を率いたイスラームの軍隊は、ガッサーン朝の軍隊を撃破し、シリア進出への橋頭堡を築くこととなった。